# Berzerk
Berzerk – utwór amerykańskiego rapera Eminema, wyprodukowany przez Ricka Rubina. Utwór ten jest pierwszym singlem z ósmego albumu studyjnego Eminema, The Marshall Mathers LP 2. Został on opublikowany 27 sierpnia 2013 na portalu Twitter. Utwór zawiera sample z piosenki Billy’ego Squiera pt. „The Stroke” oraz z utworów grupy Beastie Boys pt. „The New Style” oraz „(You Gotta) Fight for Your Right (To Party!)” które pochodzą z albumu Licensed to Ill, który Rick Rubin również wyprodukował. W Teledysku obok Eminema wystąpiła Hiphopowa Supergrupa Slaughterhouse

## Premiera
Utwór pierwszy raz został zaprezentowany 26 sierpnia na kanale SiriusXM, stacji Shade45, a oficjalnie wydany 27 sierpnia. Nowy album, będący sequelem The Marshall Mathers LP ukazany został 25 sierpnia 2013 podczas MTV Video Music Awards 2013, razem z dwiema zapowiedziami utworu „Berzerk” które zawarte były w reklamach słuchawek Beats by Dr. Dre. Krytycy uznali powrót Eminema w tych reklamach, jako najciekawszy element całego show.

## Odbiór
Według dziennikarki USA Today i Detroit Free Press Edny Gudnersen, utwór jest „napędowym hymnem imprez”. Zauważa ona że piosenka zaczyna się komendą „Zdejmij buty, rozpuść włosy, idź grać Berzerk całą długą noc.”